# Pic Gallinàs (Fontpedrosa)
|  | Per a altres significats, vegeu «Pic Gallinàs». |

El Pic Gallinàs és una muntanya de 2.622,3 m alt situada en un contrafort nord de l'eix de la serralada principal dels Pirineus, entre els termes comunals de Fontpedrosa i de Toès i Entrevalls, tots dos de la comarca del Conflent.
Està situat a la zona oriental del terme de Fontpedrosa i a l'occidental del de Toès i Entrevalls. És al nord-oest de la Serra de les Torres.
Aquest cim està inclòs al llistat dels 100 cims de la FEEC.